# River Beult
River Beult är ett vattendrag i Storbritannien.   Det ligger i grevskapet Kent och riksdelen England, i den sydöstra delen av landet, 50 km sydost om huvudstaden London.